# Ә̌
Cette page contient des caractères spéciaux ou non latins. S’ils s’affichent mal (▯, ?, etc.), consultez la page d’aide Unicode.
Ne doit pas être confondu avec la lettre latine Ə caron ‹ Ə̌ ə̌ ›.
Ә̌ (minuscule : ә̌), appelé schwa caron, est une lettre additionnelle de l’alphabet cyrillique utilisée en doungane par certains auteurs. Elle est composée du schwa ‹ Ә › diacrité d’un caron.

## Utilisations
En doungane, certains auteurs utilisent les accents sur les voyelles pour indiquer les tons, dont le schwa caron cyrillique ‹ ә̌ ›.

## Représentation informatique
Le schwa caron peut être représenté avec les caractères Unicode suivants (cyrillique, diacritiques) :
| formes    | représentations | chaînes de caractères | points de code | descriptions                                        |
| --------- | --------------- | --------------------- | -------------- | --------------------------------------------------- |
| capitale  | Ә̌               | Ә◌̌                    | U+04D8 U+030C  | lettre majuscule cyrillique schwa diacritique caron |
| minuscule | ә̌               | ә◌̌                    | U+04D9 U+030C  | lettre minuscule cyrillique schwa diacritique caron |